# Reneuse
La Reneuse (ou ruisseau la reneuse), long de 5,3 km est un cours d'eau de Seine-et-Marne, affluent de la Beuvronne et donc sous-affluent de la Marne.